# Hypsipetes borbonicus
El bulbul de Reunión (Hypsipetes borbonicus) es una especie de ave paseriforme de la familia Pycnonotidae endémica de la isla de Reunión.

## Descripción

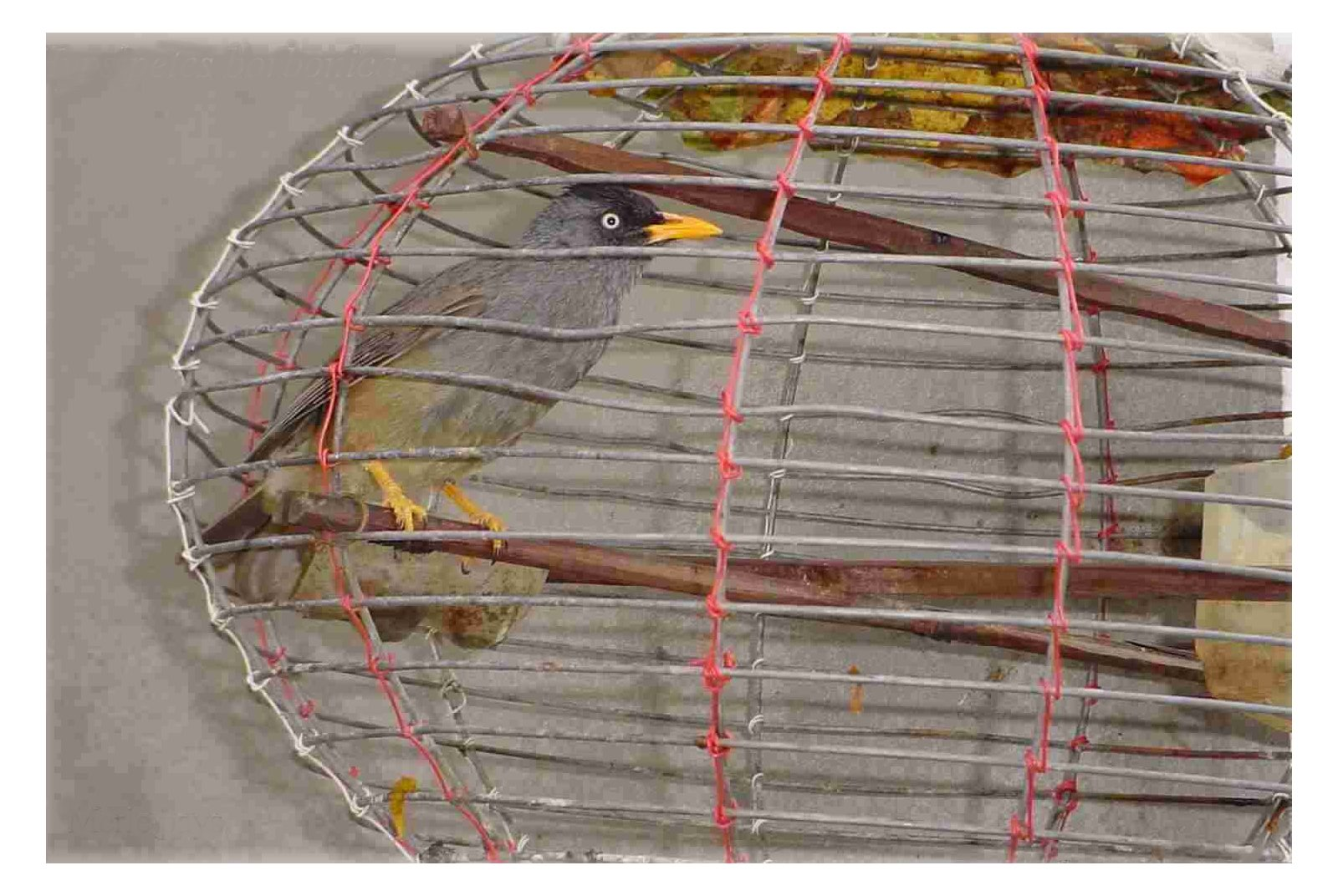
Ejemplar enjaulado.

El bulbul de Reunión se parece mucho al bulbul de Mauricio, aunque es ligeramente más pequeño, con sus 22 cm de largo. Su plumaje es gris, salvo en el píleo que es negro y presenta un pequeño penacho. El iris de sus ojos es blanco. Su pico y patas son de color anaranjado.

## Taxonomía
El bulbul de Reunión fue descrito científicamente por Johann Reinhold Forster en 1781, como Turdus borbonicus. Posteriormente fue trasladado a los géneros Ixocincla y Anepsia, hasta terminar clasificado en Hypsipetes. Anteriormente se consideraba que el bulbul de Mauricio era una subespecie del bulbul de Reunión.

## Comportamiento y ecología

### Alimentación
El bulbul de Reunión es principalmente frugívoro. En febrero y marzo se desplaza de las zonas de mayor altitud, donde vive en los bosques húmedos secundarios a los valles para alimentarse de guayabas maduras. También se alimenta de insectos, néctar, y pequeñas lagartijas.

### Reproducción
La hembra suele poner dos huevos en un nido en forma de cuenco durante el verano austral.

### Amenazas
Aunque se clasifica como una especie bajo preocupación menor por la UICN, el bulbul de Reunión no es un pájaro abundante, principalmente por la caza furtiva y la competencia con el introducido bulbul orfeo. Al principio de la colonización de Reunión fue cazado a gran escala para comérselo, y continuó siendo cazado en exceso hasta finales de la década de 1970. También se usa como pájaro de jaula.